# NGC 3706
NGC 3706 (другие обозначения — ESO 378-6, MCG -6-25-22, PGC 35417) — линзовидная или эллиптическая галактика в созвездии Центавра. Открыта Джоном Гершелем в 1834 году.
Галактика удалена на 46 мегапарсек. Одна из её особенностей состоит в том, что в центре наблюдается локальный минимум яркости: вокруг центра наблюдается кольцо. Отношение массы к светимости в полосе V для галактики составляет 6,0 M⊙/L⊙. Чёрная дыра в центре галактики имеет массу 6⋅108 M⊙. При этом дисперсия скоростей в галактике составляет 325 км/с, и соотношение между дисперсией скоростей и массой чёрной дыры в центре предсказывает несколько большую массу чёрной дыры.
Этот объект входит в число перечисленных в оригинальной редакции «Нового общего каталога».